# Chris Burford
Christopher William Burford III (Oakland, 31 gennaio 1938) è un ex giocatore di football americano statunitense che ha militato nel ruolo di wide receiver nell'American Football League (AFL).

## Carriera
Burford al college fu il capitano della squadra di Stanford, guidando la NCAA con 61 ricezioni nel 1959. L'anno seguente fu scelto nel primo giro del Draft AFL dai Dallas Texans (i futuri Kansas City Chiefs). Fu anche scelto dai Cleveland Browns nel Draft NFL 1960 ma optò per firmare per i Texans. Guidò la squadra in passaggi ricevuti per quattro volte (1961–1963, 1965). Nel 1961 fu convocato per l'All-Star Game e l'anno seguente guidò la squadra con 12 touchdown su ricezione. Concluse la carriera come leader di tutti i tempi dei Chiefs in ricezioni (391), con 5 505 yard ricevute e 55 touchdown.

## Palmarès

### Franchigia
- Campionati AFL : 1

Dallas Texans: 1962

### Individuale
- AFL All-Star: 1

1961
- All-Pro: 1

1962
- Kansas City Chiefs Hall of Fame
- College Football Hall of Fame